# Арка Веллінгтона
Арка Веллінгтона (англ. Wellington Arch), також відома як Конституційна Арка чи (початково) як Арка Грін-Парку, — тріумфальна арка, розташована на південь від Гайд-парку в центральному Лондоні та західному куті Грін-парку (зараз вона ізольована на острівці безпеки посеред дороги). Арка була початково збудована у 1826—1830 роках неподалік від сучасного місця розташування, куди була переміщена у 1882-83 роках. Колись на її верхівці стояла статуя першого герцога Веллінгтона; задумка початкового проекту встановити на верхівці «квадригу» не була реалізована до 1912 року.

## Історія

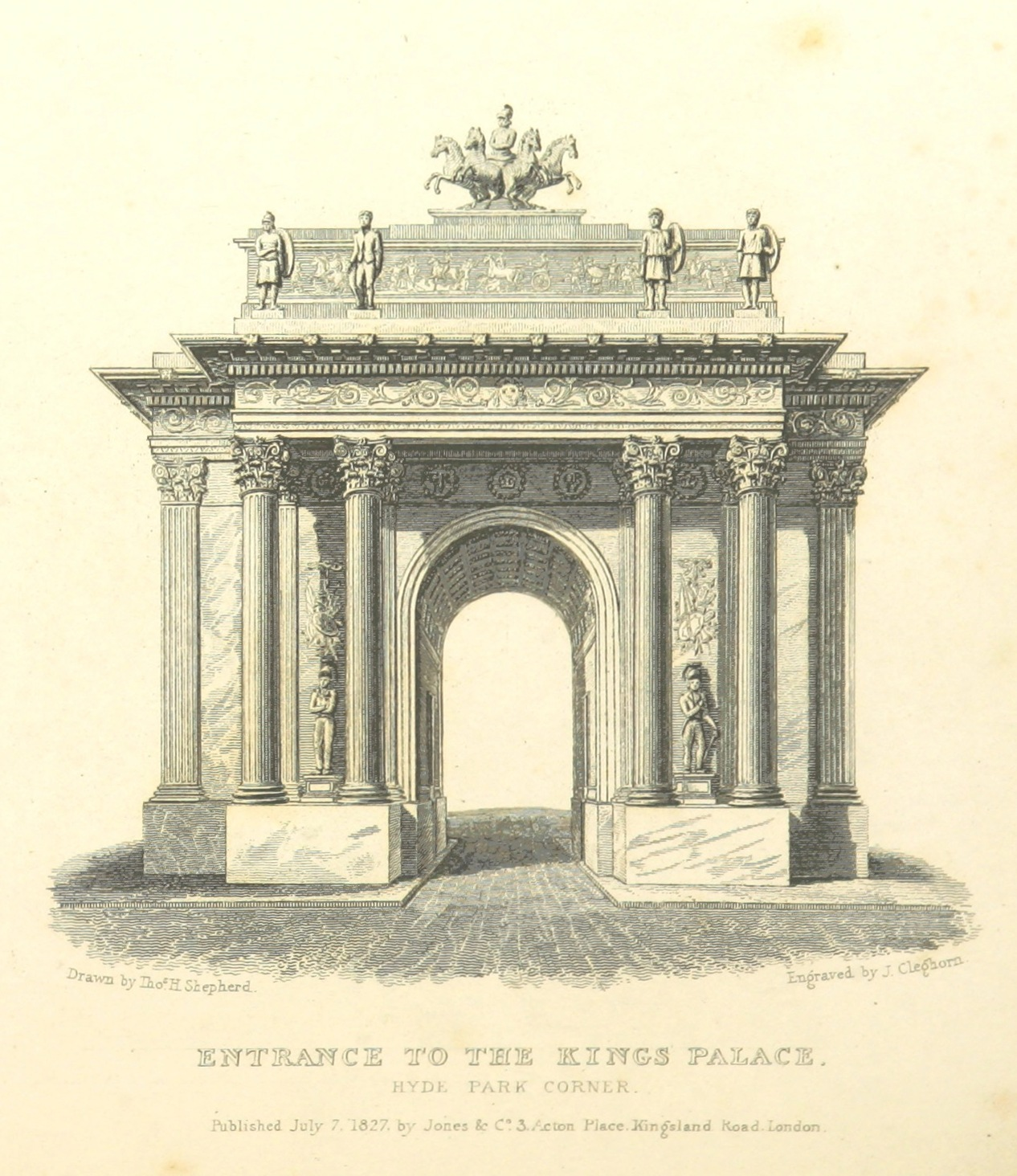
Гравюра 1827 року демонструє повний обсяг прикрас арки, які передбачалось зробити, включно з рельєфами та статуями. Ця гравюра була надрукована, коли арка ще тільки будувалась

І Арка Веллінгтона, і Мармурова Арка (спочатку розташована перед Букінгемським палацом) були задумані 1825 королем Георгом IV для вшанування перемог Британії у Наполеонівських війнах. Арка Веллінгтона також мала слугувати зовнішніми воротами на вулиці Констітьюшн Хілл, а отже парадним в'їздом до центрального Лондону з заходу.  На тому місці раніше (у 18-му ст.) стояли ворота дорожньої застави, і люди вважали це початком Лондона (що видно з прізвиська Епслі-хаус — «№ 1, Лондон»); арка мала вказувати на важливість місця.
Арка була збудована 1826–1830 за кресленнями Децимуса Бартона. Вона мала стати частиною єдиної композиції разом з екраном Бартона, який формує вхід Гайд-парк Корнер до Гайд-парку. Початково арка стояла на південь від екрану, орієнтована під прямим кутом до кінця Констітьюшн Хілл, що формувало вхід до парадного церемоніального шляху до Букінгемського палацу. До екрану примикає Експлі-хаус, лондонська резиденція герцога Веллінгтона.
Арка має єдиний проїзд, використовує коринфський ордер. Значна частина проектованих прикрас не була виконана з причин економії, оскільки король перевищив витрати на переоблаштування Букінгемського палацу в той же період.

## Статуя Велінгтона

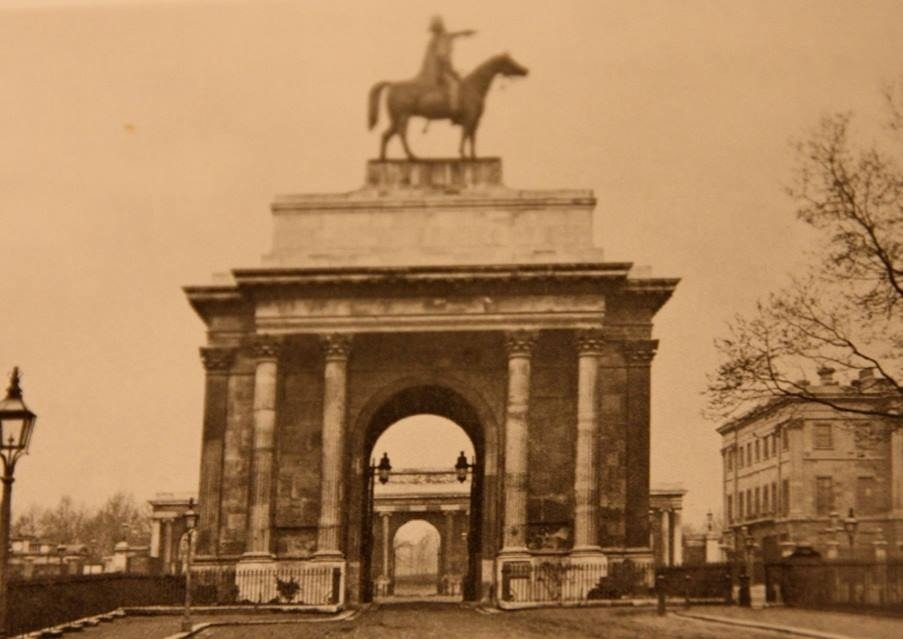
Статуя Веллінгтона на арці у 1850-х

У 1846 арку обрали як місце встановлення статуї Артура Веллслі, першого герцога Веллінгтона, військового та прем'єр-міністра. Його бронзова статуя, яку встановили на арці, важила 40,62 тонни та мала висоту 8,53 м, і була найвищою кінною статуєю, колись створеною.
Ця статуя створила суттєві суперечки та осміювання у суспільстві того часу. Були намірі перемістити її в інше місце, але це було б образою для герцога, і королева Вікторія наказала її залишити на арці, де вона і лишалась до смерті герцога.

## Переміщення арки

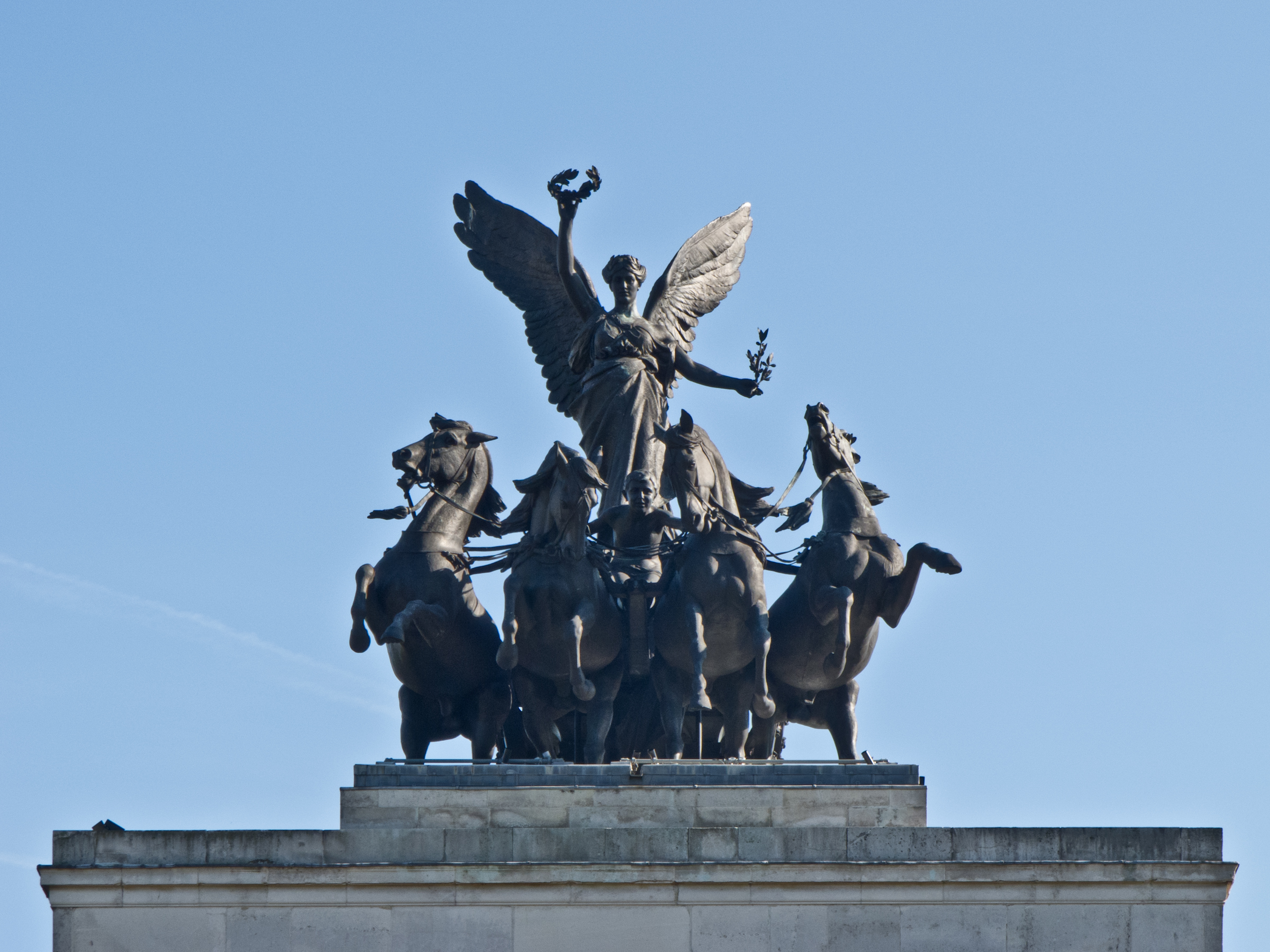
Квадрига

При розширенні дороги у 1882-3 роках арку трохи перемістили до її сучасного розташування, де вона втратила початковий зв'язок з входом до Гайд-Парку, але стала перпендикулярною вулиці Констітьюшн Хілл, а отже продовжила слугувати парадним входом на неї. Зараз арка стоїть по центру великого острівця безпеки на цій вулиці, утвореного після обрізання західного кінця Грін-парку.
Коли арку відбудували на новому місці, статую Веллінгтона наверх не поставили. Спочатку її замінили меншою кінною статуєю герцога (яку поставили на постаменті неподалік), а саму відправили до Олдершота. Децимус Бартон у кресленнях передбачав згори скульптуру квадриги. і це нарешті було зроблено 1912 року. Бронзова скульптура заснована на меншому оригіналі, який сподобався королю Едуарду VII на виставці у Королівській академії мистецтв. Скульптура зображує богиню перемоги Ніке, яка спускається з неба на колісниці війни. Візник має обличчя маленького хлопчика (вважається, що сина лорда-спонсора скульптури), а ангел миру створений з Беатріс Стюарт. Квадрига є найбільшою бронзовою скульптурою Європи.

## Доступ публіки
Арка всередині є пустотілою і до 1992 року в ній розміщувалась маленька станція поліції. У 1999 році власність на арку була передана до «English Heritage», і в половині арки було облаштовано три поверхи виставки про історію арки та деякі її використання. Відвідувачі можуть вийти на тераси по обидві сторони верхівки з квадригою. Друга половина слугує вентиляційною шахтою для транспортного тунелю, облаштованого у 1961-62 рр. , через що щороку близько трьох разів викликаються пожежники людьми, які сприймають вихід теплого запиленого повітря з шахти за пожежу.